# Acidi del vino

L'acido malico e tartarico sono gli acidi primari presenti nell'uva da vino.

Gli acidi del vino sono una componente importante sia nella vinificazione che nel prodotto finito. Sono presenti sia nell'uva che nel vino, influenzando direttamente il colore, l'equilibrio e il gusto, nonché la crescita e la vitalità del lievito durante la fermentazione e proteggono il vino dai batteri. La misura della quantità di acidità nel vino è nota come "acidità titolabile" o "acidità totale", e si riferisce al test che fornisce il totale di tutti gli acidi presenti, mentre la forza dell'acidità viene misurata in base al pH, con la maggior parte dei vini avente un pH compreso tra 2,9 e 3,9. Generalmente, più basso è il pH, maggiore è l'acidità del vino. Tuttavia, non esiste una connessione diretta tra acidità totale e pH (è possibile trovare vini con un pH elevato e un'acidità elevata). Nella degustazione del vino, il termine "acidità" si riferisce agli attributi freschi e aspri del vino che vengono valutati in relazione a quanto l'acidità bilancia le componenti dolci e amare come i tannini. Nell'uva da vino si trovano tre acidi primari: acido citrico, acido tartarico acido malico. Durante il corso della vinificazione e nei vini finiti, gli acidi acetico, butirrico, lattico e succinico possono svolgere ruoli significativi. La maggior parte degli acidi presenti nel vino sono acidi fissi con la notevole eccezione dell'acido acetico, che si trova principalmente nell'aceto, è volatile e può contribuire al difetto del vino noto come acidità volatile. A volte, nella vinificazione vengono utilizzati acidi aggiunti, come gli acidi ascorbico, sorbico e solforoso.

## Acido tartarico

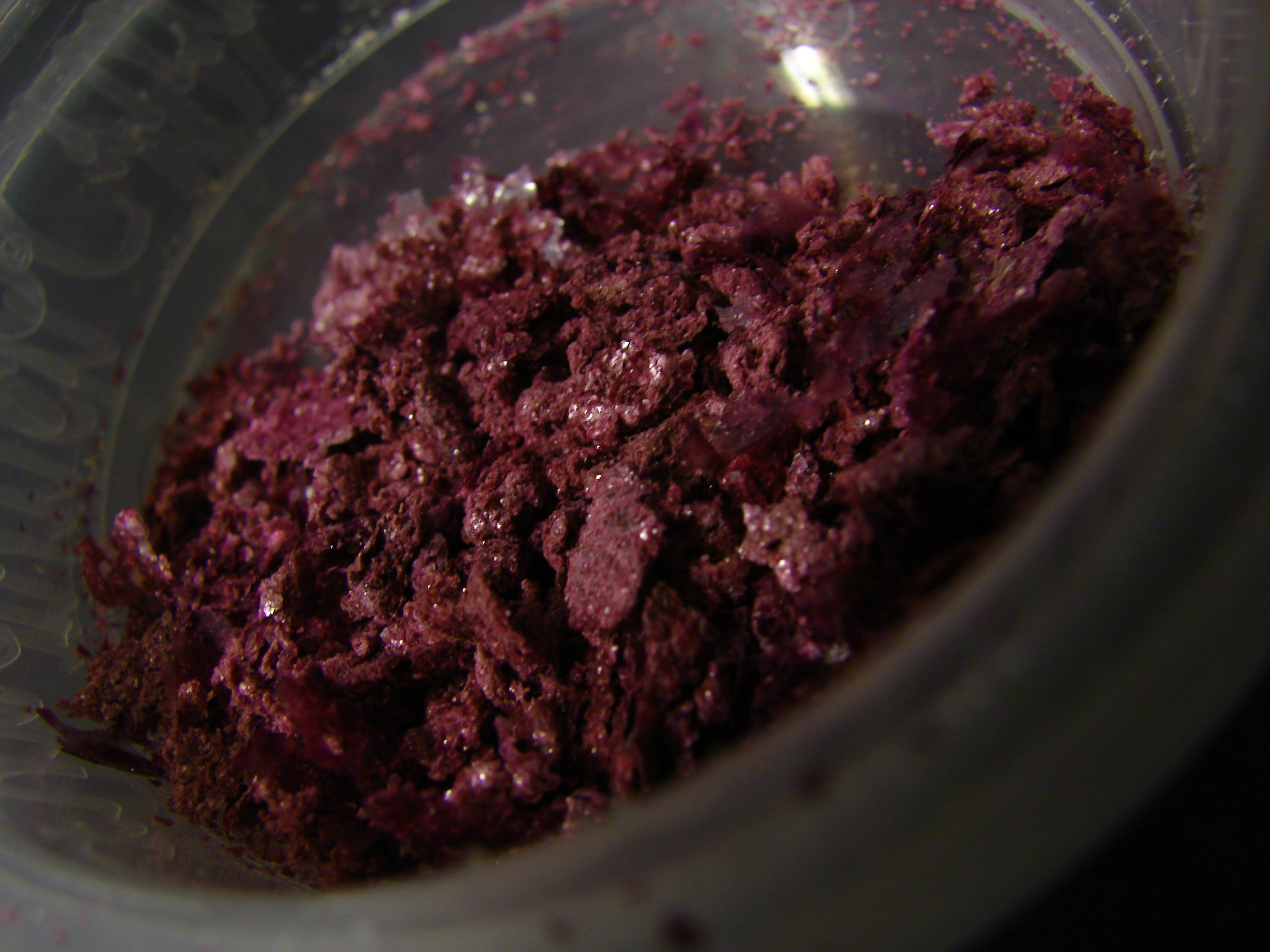
Sebbene normalmente chiari, i cristalli dell'acido tartarico (nella foto) possono assumere il colore del vino in cui si trovano

L'acido tartarico è, dal punto di vista della vinificazione, il più importante in funzione del ruolo preminente che svolge nel mantenere la stabilità chimica e il colore del vino e infine nell'influenzare il gusto del prodotto finito. Nella maggior parte delle piante, questo acido organico è raro, ma si trova in concentrazioni significative nei vigneti. Insieme all'acido malico e, in misura minore, all'acido citrico, il tartarico è uno degli acidi fissi presenti nell'uva da vino. La concentrazione varia a seconda del vitigno e delle sostanze presenti nel suolo del vigneto. Alcune varietà, come il Palomino, sono naturalmente disposte ad avere alti livelli di acido tartarico, mentre Malbec e Pinot nero hanno generalmente livelli più bassi. Durante la fioritura si concentrano alti livelli di acido tartarico nei fiori e quindi nei giovani acini. Man mano che l'uva progredisce nella maturazione, il tartarico non viene metabolizzato attraverso la respirazione cellulare come l'acido malico, quindi i livelli di acido tartarico nell'uva rimangono relativamente costanti durante tutto il processo di maturazione.
Meno della metà dell'acido tartarico presente nell'uva è incorporato, con la maggior parte della concentrazione presente come bitartrato di potassio. Durante la fermentazione, questi tartrati si legano alle fecce, ai residui di polpa, ai tannini e ai pigmenti precipitati. Sebbene esista una certa variazione tra i vitigni e le regioni vinicole, generalmente circa la metà dei depositi sono solubili nella miscela alcolica del vino. La cristallizzazione di questi tartrati può avvenire in momenti imprevedibili, e in una bottiglia di vino possono apparire come vetri rotti, anche se in realtà sono innocui. I produttori spesso sottopongono il vino alla stabilizzazione a freddo, esponendolo a temperature inferiori allo zero per incoraggiare i tartrati a cristallizzare e precipitare, o all'elettrodialisi che rimuove i tartrati tramite un processo a membrana.

## Acido malico

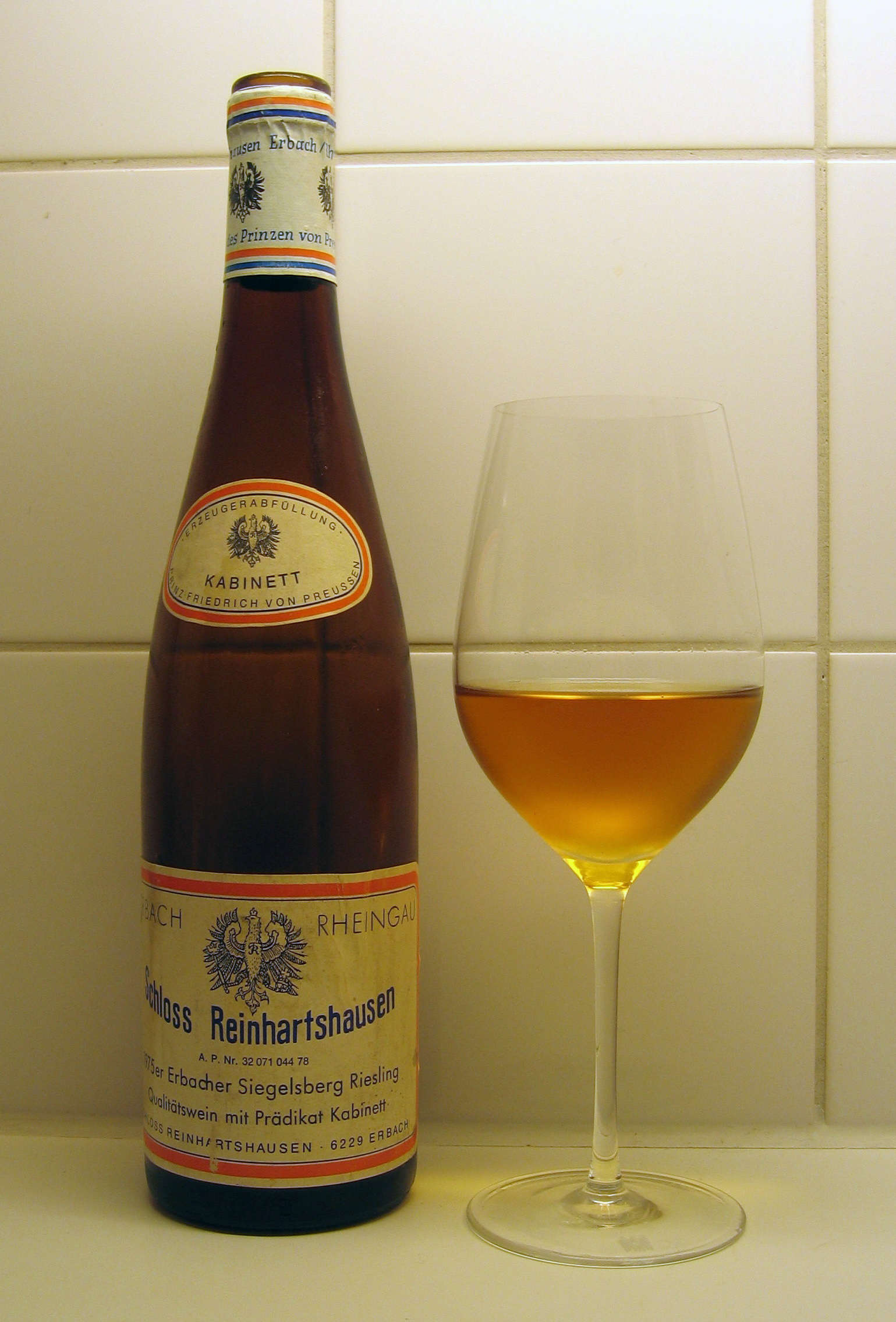
Il Riesling delle regioni vinicole dal clima fresco, come il Rheingau in Germania, avrà più note di acido malico e mela verde rispetto ai vini delle regioni più calde

L'acido malico, insieme all'acido tartarico, è uno dei principali acidi organici presenti nell'uva da vino. Si trova in quasi tutte le piante da frutto e bacche, ma è più spesso associato alle mele verdi (acerbe), sapore che proietta più facilmente nel vino. Il suo nome deriva dal latino malum che significa “mela”. Nel vitigno l'acido malico è coinvolto in diversi processi essenziali per la salute e la sostenibilità della vite. La sua struttura chimica gli consente di partecipare alle reazioni enzimatiche che trasportano energia in tutta la pianta. La sua concentrazione varia a seconda del vitigno, con alcune varietà, come Barbera, Carignan e Sylvaner, naturalmente disposte ad alti livelli. I livelli di acido malico negli acini d'uva sono al loro apice appena prima dell'invaiatura, quando possono essere presenti in concentrazioni fino a 20 grammi/litro. Man mano che l'uva avanza nella fase di maturazione, l'acido malico viene metabolizzato nel processo di respirazione e, alla vendemmia, la sua concentrazione potrebbe essere compresa tra 1 e 9 g/l. La perdita respiratoria di acido malico è più pronunciata nei climi più caldi. Quando tutto l'acido malico è assente, l'uva si considera “troppo matura” o senescente. I produttori di vino devono compensare questa perdita aggiungendo acido in cantina in un processo noto come acidificazione.
L'acido malico può essere ulteriormente ridotto durante il processo di vinificazione attraverso la fermentazione malolattica o FML. In questo processo, i batteri convertono l'acido malico più forte nell'acido lattico più morbido; formalmente, l'acido malico è poliprotico (contribuisce a più protoni, in questo caso due), mentre l'acido lattico è monoprotico (contribuisce a un protone), e quindi ha solo metà dell'effetto sull'acidità (pH); inoltre, la prima costante di dissociazione acida (pKa) dell'acido malico (3,4 a temperatura ambiente) è inferiore alla (singola) costante di acidità dell'acido lattico (3,86 a temperatura ambiente), indicando un'acidità più forte. Pertanto, dopo la FML, il vino ha un pH più alto (meno acido) e una diversa sensazione in bocca.
I batteri alla base di questo processo si trovano naturalmente in cantina, nelle botti di rovere che ospitano una popolazione di batteri oppure possono essere introdotti dall'enologo con esemplari coltivati. Per alcuni vini, la conversione del malico in acido lattico può essere vantaggiosa, soprattutto se il vino ha livelli eccessivi di acido malico. Per altri vini, come Chenin blanc e Riesling, produce aromi nel vino (come l'odore burroso del diacetile) che non sono allettanti per quella varietà. In generale, i vini rossi sono più spesso sottoposti a FML rispetto ai bianchi, il che significa una maggiore probabilità di trovare acido malico nei vini bianchi (anche se esistono eccezioni, come lo Chardonnay cotto, spesso sottoposto a FML).

## Acido lattico

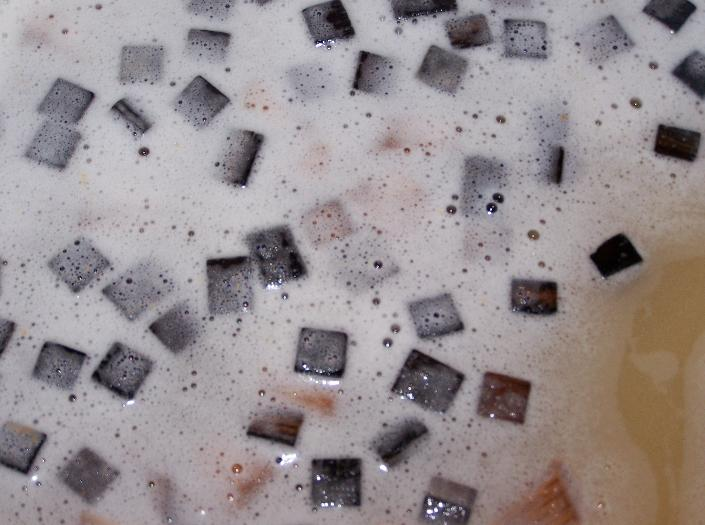
Lo Chardonnay viene spesso sottoposto alla fermentazione malolattica durante la cottura, ad esempio tramite trucioli di quercia come nella foto. L'acido lattico più morbido e lattiginoso aiuta a contribuire a una sensazione più cremosa nel vino.

Un acido molto più mite del tartarico e del malico, l'acido lattico è spesso associato ai sapori "lattei" nel vino ed è l'acido primario di yogurt e crauti. È prodotto durante la vinificazione dai batteri lattici (LAB), che comprende tre generi: Oenococcus, Pediococcus e Lactobacillus . Questi batteri convertono sia lo zucchero che l'acido malico in acido lattico, quest'ultimo attraverso la FML. Questo processo può essere utile per alcuni vini, aggiungendo complessità e ammorbidendo l'asprezza dell'acidità malica, ma può generare sapori e torbidità in altri. Alcuni ceppi di LAB possono produrre ammine biogene, come istamina, tiramina e putrescina, che possono essere una causa di mal di testa da vino rosso in alcuni bevitori. I produttori di vino che desiderano controllare o prevenire la FML possono utilizzare l'anidride solforosa per stordire i batteri. Separare rapidamente il vino dalle fecce aiuterà anche a controllare i batteri, poiché queste sono una fonte di cibo vitale per questi microrganismi. I vinificatori devono anche stare molto attenti a quali botti e attrezzature di vinificazione è esposto il vino, a causa della capacità dei batteri di inserirsi profondamente nelle fibre del legno. Una botte di vino che ha completato con successo una fermentazione malolattica indurrà quasi sempre la FML in ogni vino in essa conservato da quel momento in poi.

## Acido citrico
Sebbene molto comune negli agrumi, come i lime, l'acido citrico si trova solo in quantità minime nell'uva da vino. Spesso ha una concentrazione circa 1/20 di quella dell'acido tartarico. L'acido citrico che si trova più comunemente nel vino è un integratore acido prodotto in commercio derivato dalla fermentazione di soluzioni di saccarosio. Questi integratori economici possono essere utilizzati dai produttori di vino in acidificazione per aumentare l'acidità totale. Viene utilizzato meno frequentemente del tartarico e del malico a causa degli aggressivi aromi citrici che può aggiungere al vino. Quando viene aggiunto acido citrico, viene sempre fatto dopo che la fermentazione alcolica primaria è stata completata a causa della tendenza del lievito a convertire il citrico in acido acetico. Nell'Unione europea, l'uso di acido citrico per l'acidificazione è vietato, ma è consentito un uso limitato di acido citrico per rimuovere il ferro e il rame in eccesso dal vino se non è disponibile il ferrocianuro di potassio.

## Altri acidi
L'acido acetico è un acido organico a due atomi di carbonio prodotto nel vino durante o dopo il periodo di fermentazione. È il più volatile degli acidi primari associati al vino ed è responsabile del sapore aspro dell'aceto. Durante la fermentazione, l'attività delle cellule di lievito produce naturalmente una piccola quantità di acido acetico. Se il vino è esposto all'ossigeno, i batteri Acetobacter convertiranno l'etanolo in acido acetico. Questo processo è noto come "acetificazione" del vino ed è il processo principale alla base della degradazione del vino in aceto. Anche una quantità eccessiva di acido acetico è considerata un difetto del vino. La sensibilità di un assaggiatore all'acido acetico varia, ma la maggior parte delle persone può rilevare quantità eccessive intorno a 600 mg/l.
L'acido ascorbico, noto anche come vitamina C, si trova nelle giovani uve da vino prima dell'invaiatura, ma viene rapidamente perso durante il processo di maturazione. In vinificazione viene utilizzato con anidride solforosa come antiossidante, spesso aggiunto durante il processo di imbottigliamento dei vini bianchi. Nell'Unione Europea, l'uso dell'acido ascorbico come additivo è limitato a 150 mg/l.

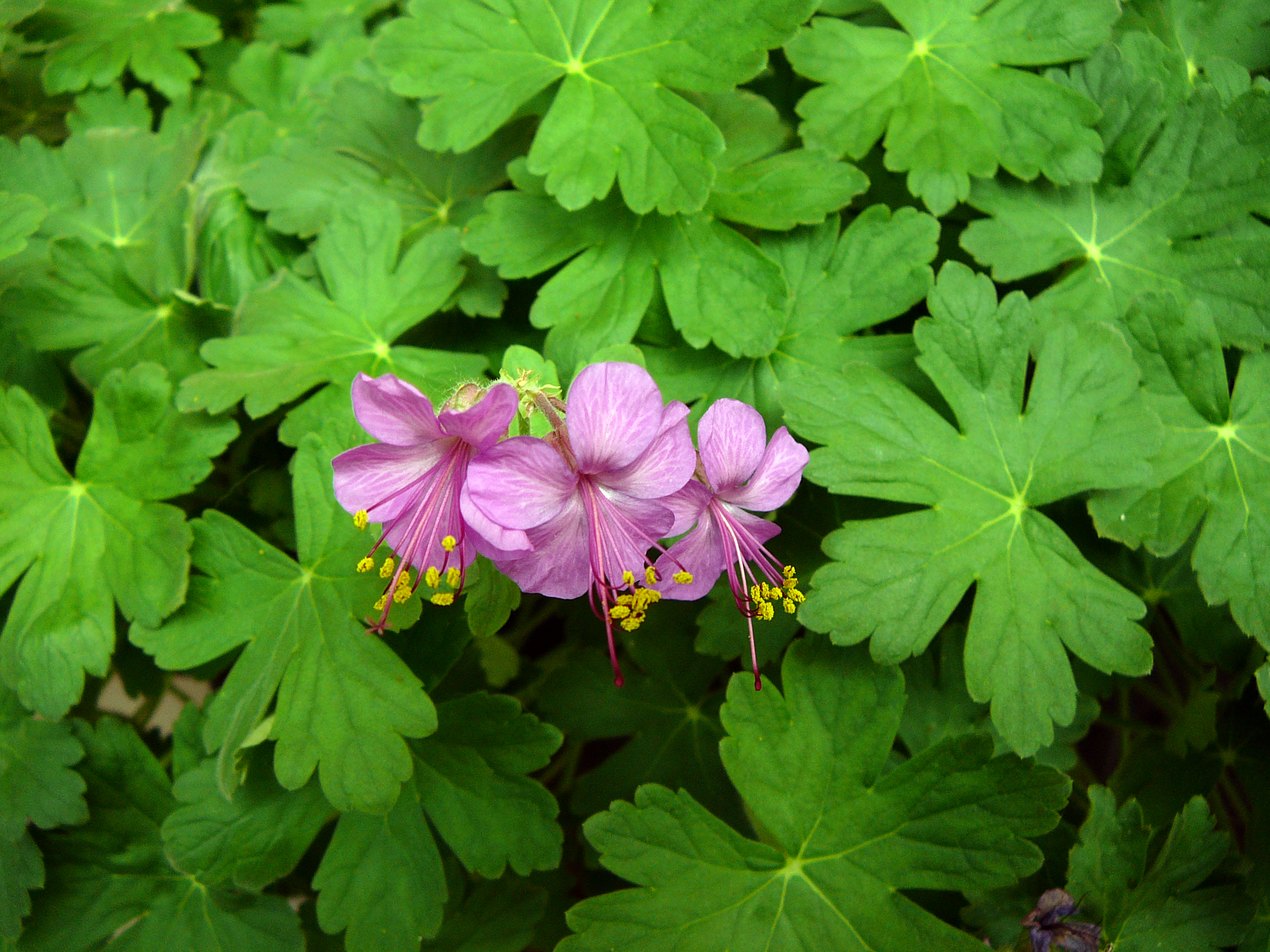
L'odore delle foglie di geranio Pelargonium schiacciate è un segno che un vino ha un difetto derivato dall'acido sorbico

L'acido butirrico induce un difetto, creato da batteri, che può far odorare un vino di Camembert andato a male o burro rancido.
L'acido sorbico è un additivo enologico utilizzato spesso nei vini dolci come conservante contro funghi, batteri e crescita di lieviti. A differenza dell'anidride solforosa, non ostacola la crescita dei batteri lattici. Nell'Unione europea, la quantità di acido sorbico che può essere aggiunta è limitata, non più di 200 mg/l. La maggior parte degli esseri umani ha una soglia di rilevamento di 135 mg/l, con alcuni che hanno una sensibilità tale da poter rilevare la sua presenza a 50 mg/l. L'acido sorbico può produrre sapori e aromi che possono essere descritti come "rancidi". Quando i batteri lattici metabolizzano i sorbati nel vino, si crea un difetto che è maggiormente riconoscibile dall'aroma delle foglie di geranio Pelargonium schiacciate.
L'acido succinico si trova più comunemente nel vino, ma può anche essere presente in tracce nell'uva matura. Mentre la concentrazione varia tra i vitigni, di solito si trova a livelli più alti nelle uve da vino rosso. L'acido viene creato come sottoprodotto della metabolizzazione dell'azoto da parte delle cellule di lievito durante la fermentazione. La combinazione di acido succinico con una molecola di etanolo creerà l'estere monoetil succinato responsabile di un lieve aroma di frutta nei vini.

## Nella vinificazione

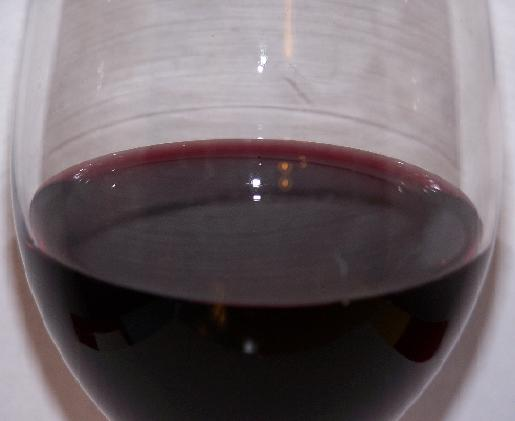
Un vino con pH elevato e bassa acidità come il Carménère (nella foto) avrà note di colore più bluastre rispetto a un vino con elevata acidità

L'acidità è massima nelle uve da vino poco prima dell'inizio dell'invaiatura, che inaugura il periodo di maturazione del ciclo annuale delle viti. Man mano che le uve maturano, i loro livelli di zucchero aumentano e il loro livello di acidità diminuisce. Attraverso il processo di respirazione cellulare, l'acido malico viene metabolizzato dalla vite. Le uve provenienti dalle regioni vinicole con clima più fresco hanno generalmente livelli di acidità più elevati a causa del processo di maturazione più lento. Il livello di acidità ancora presente nell'uva è una considerazione importante per i vignaioli nel decidere quando iniziare la vendemmia. Per vini come lo Champagne e altri spumanti, avere alti livelli di acidità è ancora più vitale per il processo di vinificazione, quindi le uve vengono spesso raccolte non ancora mature e con livelli di acidità più elevati.
Nel processo di vinificazione, gli acidi aiutano a migliorare l'efficacia dell'anidride solforosa per proteggere i vini dal deterioramento e possono anche proteggere il vino dai batteri a causa dell'incapacità della maggior parte di questi di sopravvivere in soluzioni a basso pH. Due notevoli eccezioni a questo sono l'acetobacter e i batteri lattici. Nei vini rossi l'acidità aiuta a preservare e stabilizzare il colore del vino. La ionizzazione degli antociani è influenzata dal pH, quindi i vini con pH più basso (come i vini a base di Sangiovese) hanno colori più rossi e stabili. I vini con un pH più elevato (come i vini a base di Syrah) hanno livelli più elevati di pigmenti blu meno stabili, che alla fine assumono una tonalità grigio fangosa. Questi vini possono anche sviluppare una sfumatura brunastra. Nei vini bianchi, un pH più elevato (minore acidità) fa sì che i fenoli nel vino si scuriscano e alla fine polimerizzino come depositi marroni.
I produttori di vino a volte aggiungono acidi al vino (acidificazione) per renderlo più acido, più comunemente nelle regioni a clima caldo dove le uve vengono spesso raccolte a stadi avanzati di maturazione con alti livelli di zuccheri, ma livelli molto bassi di acido. Viene più spesso aggiunto l'acido tartarico, ma i produttori di vino a volte aggiungono acido citrico o malico. Gli acidi possono essere aggiunti prima o dopo la fermentazione primaria. Possono essere aggiunti durante l'assemblaggio o l'invecchiamento, ma la maggiore acidità diventerà più evidente per gli assaggiatori di vino se aggiunta in questa fase.

## Nella degustazione di vini
L'acidità del vino è una componente importante della sua qualità e del suo gusto. Aggiunge una nitidezza ai sapori e viene rilevata più prontamente da una sensazione di formicolio ai lati della lingua e da un buon retrogusto. Di particolare importanza è l'equilibrio dell'acidità rispetto alla dolcezza del vino (lo zucchero residuo rimanente) e le componenti più amare (in particolare i tannini, ma anche altri fenoli). Un vino con troppa acidità avrà un sapore eccessivamente acido e piccante. Un vino con poca acidità avrà un gusto flaccido e piatto, con sapori meno definiti.